# Gryffin
Ne doit pas être confondu avec Grype.
Daniel Griffith, dit Gryffin, né le 29 septembre 1987 à San Fransisco, est un musicien, platiniste, auteur-compositeur et producteur de disques américain. Il été reconnu pour avoir remixé des chansons bien connues telles que Tove Lo, Maroon 5 et Years & Years.